# Cod Roșu la Casa Albă
Cod Roșu la Casa Albă (în engleză Olympus Has Fallen) este un film thriller de acțiune american din 2013. A fost regizat de Antoine Fuqua, iar rolurile principale au fost interpretate de Gerard Butler, Aaron Eckhart și Morgan Freeman. Filmul a fost lansat oficial în SUA pe 22 martie 2013, iar în România pe 5 aprilie.

## Distribuție
- Gerard Butler este Mike Banning, un  agent al Serviciului Secret[7]
- Aaron Eckhart este Președintele Benjamin Asher[8]
- Morgan Freeman este Allan Trumbull, Președintele Camerei Reprezentanților din SUA[9]
- Angela Bassett este Lynne Jacobs, șefa Serviciului Secret[10]
- Rick Yune este Kang Yeonsak, un terorist nord-coreean deghizat într-un consilier ministerial sud-coreean[11]
- Dylan McDermott este Dave Forbes, un fost agent al Serviciului Secret care lucrează pentru serviciul privat de securitate al prim-ministrului sud-coreean[12]
- Finley Jacobsen este Connor Asher, fiul lui Benjamin și Margaret Asher
- Melissa Leo este Ruth McMillan, Secretarul Apărării din SUA[11]
- Radha Mitchell este Leah Banning, o asistentă medicală și soția lui Mike[13]
- Robert Forster este generalul Edward Clegg, Șeful Statului Major al Armatei[14]
- Cole Hauser este Agentul Roma, un agent al Serviciului Secret[15]
- Ashley Judd este Margaret Asher, Prima Doamnă a Statelor Unite ale Americii[14]
- Phil Austin este Charlie Rodriguez, Vicepreședinte al Statelor Unite ale Americii
- James Ingersoll este Amiralul Nathan Hoenig, Președinte al Majore Reunite
- Freddy Bosche este Diaz
- Lance Broadway este Agentul O'Neil, un membru al serviciului de securitate al președintelui[16]
- Tory Kittles este Agentul Jones, un membru al serviciului de securitate al președintelui[5]
- Sean O'Bryan este Ray Monroe, Viceconsilierul de Securitate Națională
- Keong Sim este Lee Tae-Woo, prim-ministrul Coreei de Sud
- Kevin Moon este Cho
- Malana Lea este Lim
- Sam Medina este Yu

## Producție
Filmul este regizat de Antoine Fuqua pe baza unui scenariu scris de Creighton Rothenberger și Benedikt Katrin în prima lor colaborare. Compania de producție Millennium Films a achiziționat scenariul speculativ în martie 2012, urmând ca mai târziu Gerard Butler să fie ales în rolul principal. Restul actorilor au fost selectați pe tot parcursul lunilor iunie și iulie. În 2012 Millennium Films a concurat împotriva Sony Pictures, care a produs filmul Alertă de grad zero (tot despre o asediere a Casei Albe), pentru a finaliza distribuirea rolurilor și a începe filmările.
Filmările au început în Shreveport, Louisiana, la mijlocul lunii iulie 2012. Deoarece pelicula a fost filmată prea departe de locația sa actuală din Washington, D.C., întreaga producție s-a bazat foarte mult pe efecte vizuale, în special grafică digitală computerizată. De exemplu, aproape toată secvența de început în care Prima Doamnă este ucisă într-un accident de mașină a fost creată pe calculator cu ajutorul tehnologiei chroma key, utilizată pentru a transpune actorii într-un peisaj cu zăpadă.
Pentru scenele în care actorii au fost filmați mergând în interiorul sau în afara Casei Albe s-a construit intrarea și fațada primului etaj, în timp ce al doilea etaj, acoperișul, dar și restul peisajului din Washington D.C. au fost create pe calculator. Scenele de acțiune din exterior au fost filmate în câmp deschis, iar apoi orașul și Casa Albă au fost adăugate în procesul de post-producție.

## Coloana sonoră
Producătorul și compozitorul orchestral Trevor Morris a produs coloana sonoră. Printre proiectele sale se numără serialele de televiziune Dinastia Tudorilor și Familia Borgia.
Toate melodiile sunt compuse de Trevor Morris.
| Nr. | Titlu                                           | Lungime |  |
| 1.  | „Land of the Free”                              |         |  |
| 2.  | „The Full Package/ Snowy Car Talk”              |         |  |
| 3.  | „Stage Coach Crashes / Death of the First Lady” |         |  |
| 4.  | „Rocky Road Ice Cream”                          |         |  |
| 5.  | „White House: Air Attack”                       |         |  |
| 6.  | „White House: Ground Attack”                    |         |  |
| 7.  | „Olympus Has Fallen”                            |         |  |
| 8.  | „P.E.O.C. Incarceration”                        |         |  |
| 9.  | „Banning Steps Into Action”                     |         |  |
| 10. | „Triage”                                        |         |  |
| 11. | „Banning Gathers Intelligence”                  |         |  |
| 12. | „Hunting Banning”                               |         |  |
| 13. | „He’s in the Walls”                             |         |  |
| 14. | „Saving Spark Plug”                             |         |  |
| 15. | „Breaking Madame Secretary”                     |         |  |
| 16. | „How Do You Know Kang’s Name?”                  |         |  |
| 17. | „Any Regrets”                                   |         |  |
| 18. | „S.E.A.L. Helicopter Incursion”                 |         |  |
| 19. | „Walking the Plank”                             |         |  |
| 20. | „Pulling the Fleet”                             |         |  |
| 21. | „Mano e Mano”                                   |         |  |
| 22. | „Stopping Cerberus”                             |         |  |
| 23. | „Day Break / We Will Rise”                      |         |  |

## Lansare
Filmul a avut premiera în SUA pe 22 martie 2013. Acesta a fost programat inițial pentru 5 aprilie, dar a fost în cele din urmă mutat pentru a nu intra în competiție cu Captură la dublu, care a avut premiera în aceeași zi. Filmul a fost distribuit în SUA de FilmDistrict, iar în România de către MediaPro Distribution.

## Încasări
În SUA, Cod Roșu la Casa Albă a fost al doilea cel mai vizionat film, având încasări de aproximativ 30 de milioane USD în weekendul lansării. Filmul a genrat venituri totale de 79.063.973 USD, dintre care 73.763.973 în SUA (93,3%) și 5,3 milioane USD la nivel mondial (6,7 %). În România, Cod Roșu la Casa Albă a fost cel mai vizionat film din weekendul lansării, având 33.678 de spectatori și generând încasări totale de aproximativ 647.585 RON (189.269 USD).